# Gerardo Cortés
Gerardo Elías Cortés Hermosilla (Concepción, Chile, 17 de mayo de 1988) es un futbolista chileno. Juega de mediocampista.

## Trayectoria
Comienza su carrera en el Deportes Concepción debutando el 2004 a los 15 años demostrando un gran talento, sin embargo ese año fue apocado por una lesión que la provocó el jugador José Pastrana. Después de la recuperación demostró una prodigiosa técnica que podía catapultarlo al exigente fútbol europeo, el 2005 tiene una buena campaña, pero hasta el momento no se le ve habilidad goleadora, pero posee buenos pases de gol. 
Durante el 2006 estuvo a préstamo en el Ñublense donde es una de las grandes figuras del equipo y consigue el ascenso con el club a la Primera División de Chile como subcampeón del ascenso, cabe destacar que esta temporada tuvo un traspaso fallido al Jaguares de Chiapas que se frustró por las cualidades amateur del club mexicano.
Estuvo jugando el 2007 y 2008 en el Deportes Concepción anotando una buena cantidad de goles logrando que buenas campaña en lo personal donde para el segundo semestre del 2008 espera ser vendido para ayudar al club en el tema económico.
Finalmente para el segundo semestre del 2008 el club Colo-Colo adquiera su pase, inmediatamente y sin parar en el equipo afincado en Macul se va a préstamo a la Unión Española para estar más preparado para llegar al club albo, ya en Unión Española logra anotar los 2 goles contra Deportes Puerto Montt que le darían a los hispanos la salvación del descenso en el partido de vuelta de la promoción jugado en el Estadio Santa Laura de Independencia, Santiago quedando para muchos en parte de la historia de Unión Española. A pesar de quedarle aún 6 meses de contrato a préstamo con los hispanos y de las ofertas de compra del mismo club y de equipos italianos como el Parma y el AC Siena, finalmente vuelve a Colo-Colo para toda la temporada 2009 está en el club toda la temporada donde tiene una etapa regular y se lesiona cortando su progreso, aunque igual consigue con el club el Clausura 2009. 
Para el Apertura 2010 es cedido a Palestino junto a Rodolfo Moya y Bruno Romo, en un trueque por Luis Pavez, en el club tiene un 2010 bueno siendo uno de los más regulares del equipo ganándose respeto por los hinchas del tino, para el primer semestre del 2011 tiene una irregular donde el club no consigue ningún objetivo, para el segundo semestre la cosa sigue igual y con lesiones no logra un continuidad en el equipo.
Para el 2012 regresa a su casa Deportes Concepción con el objetivo de ascender, pero es prontamente desvincuylado del plantel por problemas extrafutbolísticos y de indisciplina. El 27 de diciembre de 2012 es presentado como nuevo refuerzo del club San Marcos de Arica para el campeonato de Transición 2013 de la Primera División de Fútbol chileno.
El martes 9 de abril de 2013 se confirma su salida de San Marcos de Arica por una baja campaña personal donde no logra sumar minutos.

## Selección nacional
Empezó su recorrido en la Selección Chilena Sub-16 participando en el Campeonato Sudamericano Sub-16 de 2004 siendo el gran conductor del equipo en Paraguay pero donde tiene el traspié en los cuartos de final.
Al año siguiente nuevamente es citado pero esta vez a la Selección Chilena Sub-17 para jugar el Campeonato Sudamericano Sub-17 de 2005 pero esta vez no resulta nada y hace un opaco desempeño la Selección Chilena Sub-17 y en lo personal ya que se esperaba más de él.
Ya en la Selección Chilena Sub-20 junto con Mathías Vidangossy conforman una peligrosa dupla creativa que hace de las gambetas un arma útil a la hora de destruir el armado defensivo rival. Destaca en el 3° lugar obtenido por la Selección Chilena Sub-20 en el Copa Mundial de Fútbol Sub-20 de 2007 junto a baluartes como Cristopher Toselli, Mauricio Isla, Arturo Vidal, Gary Medel, Alexis Sánchez, Mathías Vidangossy, Dagoberto Currimilla, Nicolás Larrondo y Carlos Carmona entre otros.
Después es llamado para la Selección Chilena Sub-23 para jugar la Copa Internacional de Malasia Sub-23 2008 al mando del DT. Eduardo Berizzo donde en el torneo es titular indiscutido y consigue con la Selección Chilena Sub-23  a la Semifinal.

### Participaciones en Sudamericanos
| Sudamericano                | Sede      | Resultado        |
| --------------------------- | --------- | ---------------- |
| Sudamericano Sub-16 de 2004 | Paraguay  | Cuartos de final |
| Sudamericano Sub-17 de 2005 | Venezuela | Primera fase     |

### Participaciones en Copas del Mundo Sub-20
| Mundial                          | Sede   | Resultado |
| -------------------------------- | ------ | --------- |
| Mundial de Fútbol Sub-20 de 2007 | Canadá | 3° lugar  |

### Partidos y goles con la selección nacional
| Fecha      | Lugar           | Local          | Resultado | Visitante | Competición                                     | Goles |
| ---------- | --------------- | -------------- | --------- | --------- | ----------------------------------------------- | ----- |
| 11-09-2004 | Ciudad del Este | Chile          | 1-3       | Bolivia   | Campeonato Sudamericano Sub-16 de 2004          | -     |
| 14-09-2004 | Ciudad del Este | Paraguay       | 0-2       | Chile     | Campeonato Sudamericano Sub-16 de 2004          | -     |
| 17-09-2004 | Ciudad del Este | Chile          | 0-0       | Perú      | Campeonato Sudamericano Sub-16 de 2004          | -     |
| 22-09-2004 | Luque           | Chile          | 0-2       | Colombia  | Campeonato Sudamericano Sub-16 de 2004          | -     |
| 20-02-2005 | Santiago        | Chile          | 3-0       | Australia | Amistoso                                        | -     |
| 26-02-2005 | Santiago        | Chile          | 3-3       | Australia | Amistoso                                        | 1     |
| 02-04-2005 | Maracaibo       | Chile          | 1-0       | Colombia  | Campeonato Sudamericano Sub-17 de 2005          | -     |
| 04-04-2005 | Maracaibo       | Chile          | 3-0       | Perú      | Campeonato Sudamericano Sub-17 de 2005          | -     |
| 06-04-2005 | Maracaibo       | Chile          | 2-3       | Argentina | Campeonato Sudamericano Sub-17 de 2005          | -     |
| 10-04-2005 | Maracaibo       | Chile          | 0-4       | Uruguay   | Campeonato Sudamericano Sub-17 de 2005          | -     |
| 02-06-2007 | Viña del Mar    | Chile          | 1-2       | Argentina | Amistoso                                        | 1     |
| 03-06-2007 | Viña del Mar    | Chile          | 1-0       | México    | Amistoso                                        | -     |
| 19-06-2007 | Montevideo      | Uruguay        | 2-2       | Chile     | Amistoso                                        | 2     |
| 23-06-2007 | Nueva York      | Estados Unidos | 2-1       | Chile     | Amistoso                                        | -     |
| 01-07-2007 | Toronto         | Canadá         | 0-3       | Chile     | Copa Mundial de Fútbol Sub-20 de 2007           | -     |
| 08-07-2007 | Toronto         | Chile          | 0-0       | Austria   | Copa Mundial de Fútbol Sub-20 de 2007           | -     |
| 12-07-2007 | Edmonton        | Chile          | 1-0       | Portugal  | Copa Mundial de Fútbol Sub-20 de 2007           | -     |
| 19-07-2007 | Toronto         | Chile          | 0-3       | Argentina | Copa Mundial de Fútbol Sub-20 de 2007           | -     |
| 22-07-2007 | Toronto         | Chile          | 1-0       | Austria   | Copa Mundial de Fútbol Sub-20 de 2007           | -     |
| 01-08-2007 | Santiago        | Chile          | 3-1       | Chile     | Amistoso                                        | 1     |
| 16-05-2008 | Selangor        | Chile          | 5-1       | Togo      | Copa Intercontinental de Malasia Sub-23 de 2008 | -     |
| 18-05-2008 | Selangor        | Chile          | 1-2       | Australia | Copa Intercontinental de Malasia Sub-23 de 2008 | -     |
| 23-05-2008 | Selangor        | Chile          | 1-0       | Croacia   | Copa Intercontinental de Malasia Sub-23 de 2008 | -     |
| 23-05-2008 | Selangor        | Chile          | 1-2       | Nigeria   | Copa Intercontinental de Malasia Sub-23 de 2008 | -     |
| Total      | Total           | Presencias     | 24        | Goles     | Goles                                           | 5     |

## Estadísticas

### Clubes
| Club | Div.          | Temporada     | Liga  | Liga  | Liga   | Copas nacionales(1) | Copas nacionales(1) | Copas nacionales(1) | Torneos internacionales(2) | Torneos internacionales(2) | Torneos internacionales(2) | Total(3) | Total(3) | Total(3) |
| Club | Div.          | Temporada     | Part. | Goles | Asist. | Part.               | Goles               | Asist.              | Part.                      | Goles                      | Asist.                     | Part.    | Goles    | Asist.   |
| --- | ------------- | ------------- | ----- | ----- | ------ | ------------------- | ------------------- | ------------------- | -------------------------- | -------------------------- | -------------------------- | -------- | -------- | -------- |
| Deportes Concepción · Chile | 2.ª           | 2004          | 1     | 0     | 0      | —                   | —                   | —                   | —                          | —                          | —                          | 1        | 0        | 0        |
| Deportes Concepción · Chile | 1.ª           | 2005          | 12    | 0     | 0      | —                   | —                   | —                   | —                          | —                          | —                          | 12       | 0        | 0        |
| Ñublense · Chile | 2.ª           | 2006          | 25    | 2     | 5      | —                   | —                   | —                   | —                          | —                          | —                          | 25       | 2        | 5        |
| Ñublense · Chile | Total club    | Total club    | 25    | 2     | 5      | 0                   | 0                   | 0                   | 0                          | 0                          | 0                          | 25       | 2        | 5        |
| Deportes Concepción · Chile | 1.ª           | 2007          | 36    | 8     | 9      | —                   | —                   | —                   | —                          | —                          | —                          | 36       | 8        | 9        |
| Deportes Concepción · Chile | 1.ª           | 2008          | 16    | 5     | 5      | —                   | —                   | —                   | —                          | —                          | —                          | 16       | 5        | 5        |
| Unión Española · Chile | 1.ª           | 2008          | 17    | 5     | 3      | 4                   | 3                   | 3                   | —                          | —                          | —                          | 24       | 8        | 6        |
| Unión Española · Chile | Total club    | Total club    | 17    | 5     | 3      | 4                   | 3                   | 3                   | 0                          | 0                          | 0                          | 24       | 8        | 6        |
| Colo-Colo · Chile | 1.ª           | 2009          | 8     | 1     | 1      | 3                   | 0                   | 2                   | 1                          | 0                          | 0                          | 12       | 1        | 3        |
| Colo-Colo · Chile | Total club    | Total club    | 8     | 1     | 1      | 3                   | 0                   | 2                   | 1                          | 0                          | 0                          | 12       | 1        | 3        |
| Palestino · Chile | 1.ª           | 2010          | 30    | 5     | 5      | 6                   | 2                   | 5                   | —                          | —                          | —                          | 36       | 7        | 10       |
| Palestino · Chile | 1.ª           | 2011          | 25    | 0     | 3      | 4                   | 0                   | 1                   | —                          | —                          | —                          | 29       | 0        | 4        |
| Palestino · Chile | Total club    | Total club    | 55    | 5     | 8      | 10                  | 2                   | 6                   | 0                          | 0                          | 0                          | 65       | 7        | 14       |
| Deportes Concepción · Chile | 2.ª           | 2012          | 6     | 0     | 0      | —                   | —                   | —                   | —                          | —                          | —                          | 6        | 0        | 0        |
| Deportes Concepción · Chile | Total club    | Total club    | 71    | 13    | 14     | 0                   | 0                   | 0                   | 0                          | 0                          | 0                          | 71       | 13       | 14       |
| San Marcos de Arica · Chile | 1.ª           | 2013          | 8     | 0     | 0      | —                   | —                   | —                   | —                          | —                          | —                          | 8        | 0        | 0        |
| San Marcos de Arica · Chile | Total club    | Total club    | 8     | 0     | 0      | 0                   | 0                   | 0                   | 0                          | 0                          | 0                          | 8        | 0        | 0        |
| Deportes La Serena · Chile | 2.ª           | 2013-14       | 10    | 0     | 1      | —                   | —                   | —                   | —                          | —                          | —                          | 10       | 0        | 1        |
| Deportes La Serena · Chile | Total club    | Total club    | 10    | 0     | 1      | 0                   | 0                   | 0                   | 0                          | 0                          | 0                          | 10       | 0        | 1        |
| Santiago Morning · Chile | 2.ª           | 2014-15       | 31    | 4     | 9      | —                   | —                   | —                   | —                          | —                          | —                          | 31       | 4        | 9        |
| Santiago Morning · Chile | 2.ª           | 2015-16       | 17    | 0     | 2      | 4                   | 1                   | 2                   | —                          | —                          | —                          | 21       | 1        | 4        |
| Santiago Morning · Chile | Total club    | Total club    | 48    | 4     | 11     | 4                   | 1                   | 2                   | 0                          | 0                          | 0                          | 52       | 5        | 13       |
| Coquimbo Unido · Chile | 2.ª           | 2017          | 5     | 0     | 0      | 1                   | 0                   | 0                   | —                          | —                          | —                          | 6        | 0        | 0        |
| Coquimbo Unido · Chile | Total club    | Total club    | 5     | 0     | 0      | 1                   | 0                   | 0                   | 0                          | 0                          | 0                          | 6        | 0        | 0        |
| Deportes Melipilla · Chile | 2.ª           | 2018          | 5     | 1     | 1      | —                   | —                   | —                   | —                          | —                          | —                          | 5        | 1        | 1        |
| Deportes Melipilla · Chile | Total club    | Total club    | 5     | 1     | 1      | 0                   | 0                   | 0                   | 0                          | 0                          | 0                          | 5        | 1        | 1        |
| Colchagua · Chile | 3.ª           | 2020          | 14    | 0     | 1      | —                   | —                   | —                   | —                          | —                          | —                          | 14       | 0        | 1        |
| Colchagua · Chile | Total club    | Total club    | 5     | 1     | 1      | 0                   | 0                   | 0                   | 0                          | 0                          | 0                          | 5        | 1        | 1        |
| Total carrera | Total carrera | Total carrera | 266   | 31    | 45     | 22                  | 6                   | 13                  | 1                          | 0                          | 0                          | 289      | 37       | 58       |
| (1) Incluye datos de la Liguilla de Promoción (2008); Copa Chile (2008-17). (2) Incluye datos de la Copa Libertadores (2009). (3) No incluye goles en partidos amistosos. |               |               |       |       |        |                     |                     |                     |                            |                            |                            |          |          |          |

### Selecciones
| Selección                                                                            | Temporada     | Amistosos | Amistosos | Amistosos | Sudamérica(1) | Sudamérica(1) | Sudamérica(1) | Mundial | Mundial | Mundial | Total | Total | Total  |
| Selección                                                                            | Temporada     | Part.     | Goles     | Asist.    | Part.         | Goles         | Asist.        | Part.   | Goles   | Asist.  | Part. | Goles | Asist. |
| ------------------------------------------------------------------------------------ | ------------- | --------- | --------- | --------- | ------------- | ------------- | ------------- | ------- | ------- | ------- | ----- | ----- | ------ |
| Sub-16 · Chile                                                                       | 2004          | —         | —         | —         | 4             | 0             | 1             | —       | —       | —       | 4     | 0     | 1      |
| Sub-16 · Chile                                                                       | Total         | 0         | 0         | 0         | 4             | 0             | 1             | 0       | 0       | 0       | 4     | 0     | 1      |
| Sub-17 · Chile                                                                       | 2005          | 2         | 1         | 1         | 4             | 0             | 1             | —       | —       | —       | 6     | 1     | 2      |
| Sub-17 · Chile                                                                       | Total         | 2         | 1         | 1         | 4             | 0             | 1             | 0       | 0       | 0       | 6     | 1     | 2      |
| Sub-20 · Chile                                                                       | 2007          | 5         | 4         | 1         | —             | —             | —             | 5       | 0       | 0       | 10    | 4     | 1      |
| Sub-20 · Chile                                                                       | Total         | 5         | 4         | 1         | 0             | 0             | 0             | 5       | 0       | 0       | 10    | 4     | 1      |
| Sub-23 · Chile                                                                       | 2008          | 4         | 0         | 3         | —             | —             | —             | —       | —       | —       | 4     | 0     | 3      |
| Sub-23 · Chile                                                                       | Total         | 4         | 1         | 3         | 0             | 0             | 0             | 0       | 0       | 0       | 4     | 0     | 3      |
| Total carrera                                                                        | Total carrera | 11        | 5         | 5         | 8             | 0             | 2             | 5       | 0       | 0       | 24    | 5     | 7      |
| (1) Incluye los partidos del Sudamericano Sub-16 (2004); Sudamericano Sub-17 (2005). |               |           |           |           |               |               |               |         |         |         |       |       |        |

### Resumen estadístico
| Competición               | Partidos | Goles | Asistencias |
| ------------------------- | -------- | ----- | ----------- |
| Primera División de Chile | 152      | 24    | 26          |
| Primera B de Chile        | 100      | 7     | 18          |
| Segunda División de Chile | 14       | 0     | 1           |
| Copa Chile                | 22       | 6     | 13          |
| Copa Libertadores         | 1        | 0     | 0           |
| Selección sub-23          | 4        | 0     | 3           |
| Selección sub-20          | 10       | 4     | 1           |
| Selección sub-17          | 6        | 1     | 2           |
| Selección sub-16          | 4        | 0     | 1           |
| Total                     | 313      | 42    | 65          |

## Palmarés

### Campeonatos nacionales
| Título           | Club      | País  | Año    |
| ---------------- | --------- | ----- | ------ |
| Primera División | Colo-Colo | Chile | 2009-C |